# Albert Kazimirski de Biberstein

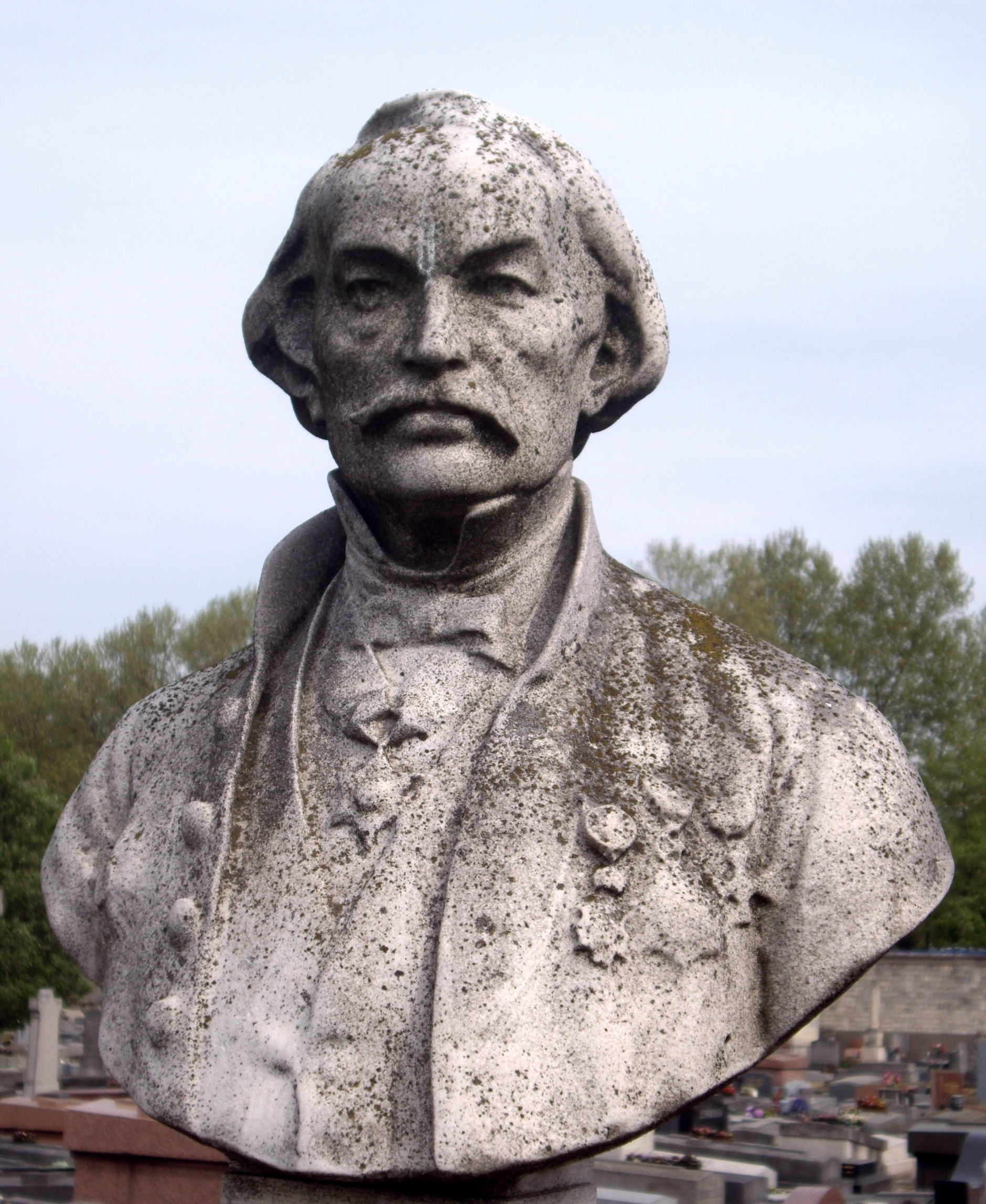
Büste von Kazimirski Biberstein auf dem Friedhof Montrouge

Albert Félix Ignace Kazimirski de Biberstein, auch Albin de Biberstein bzw. Wojciech Kazimirski-Biberstein (* 20. November 1808 in Korchów Pierwszy bei Lublin; † 22. Juni 1887 in Paris) war ein französischer Orientalist und Arabist polnischer Herkunft. Er ist Autor eines französisch-arabischen Wörterbuchs und einer französischen Koranübersetzung.

## Leben
Kazimirski-Biberstein entstammt der deutschen Familie Bieberstein, wovon sich ein Zweig in Polen niederließ, von dem die Kazimirskis abstammten. Die Familie war katholisch-orthodox.
An der Universität Warschau und der Universität zu Berlin studierte er orientalische Sprachen. Er nahm am Novemberaufstand von 1830 gegen den russischen Zaren Nikolaus I. teil und begab sich nach der Niederlage der polnischen Armee im September 1831 ins Exil nach Frankreich, wo er sich mit dem Historiker Joachim Lelewel befreundete. 1834 gründete er gemeinsam mit Adam Mickiewicz und Józef Bohdan Zaleski den Slawenbund (Towarzystwo słowiańskie) von Paris. In dieser Zeit verfasste er ein polnisch-französisches Wörterbuch.
Er wurde dann Dragoman, also Dolmetscher der französischen Gesandten an der Hohen Pforte, und Attaché an der französischen Mission in Persien.
Nachdem er beauftragt worden war, die französische Koranübersetzung von Claude-Étienne Savary aus dem Jahre 1783 zu überarbeiten, erstellte er eine eigene Übersetzung, die erstmals 1840 herausgegeben wurde. Er stützte sich dabei auf Vorarbeiten des italienischen Geistlichen Ludovico Marracci und des englischen Orientalisten George Sale (1697–1736). Er starb 1887 und wurde auf dem Friedhof von Montrouge begraben.

## Werke
- Französische Koranübersetzung. Charpentier, Paris 1840, 1841, 1844. Neuausgaben: Flammarion 1970, mit Vorwort von Mohammed Arkoun; Jean de Bonnot, 1993; Points, 2010.
- Dictionnaire arabe-français 2 Bände. Maisonneuve et Cie, Paris 1860. Neuausgaben: Editions du Liban, Beirut 1944, und Albouraq, Beirut 2005.
- Dialogues français-persans : précédés d’un précis de la grammaire persane et suivis d'un vocabulaire français-persan.
- Enis el-Djelis ou Histoire de la belle Persane. Tausendundeine Nacht, aus dem Arabischen ins Französische übersetzt und mit Anmerkungen versehen von Albert de Biberstein Kazimirski.